# Islas Rice Trevor
Islas Rice Trevor är öar i Chile.   De ligger i regionen Región de Magallanes y de la Antártica Chilena, i den södra delen av landet, 2 200 km söder om huvudstaden Santiago de Chile. Arean är 429 kvadratkilometer.
Terrängen på Islas Rice Trevor är kuperad. Öns högsta punkt är 720 meter över havet. Den sträcker sig 32,7 kilometer i nord-sydlig riktning, och 37,6 kilometer i öst-västlig riktning.
Trakten runt Islas Rice Trevor består i huvudsak av gräsmarker. Trakten runt Islas Rice Trevor är nära nog obefolkad, med mindre än två invånare per kvadratkilometer.